# Державний комітет Ради міністрів УРСР з координації науково-дослідних робіт
Державний комітет Ради міністрів УРСР з координації науково-дослідних робіт — вищий державний орган УРСР в галузі координації науково-дослідних робіт, входив до складу Ради міністрів Української РСР.

## Історія
Утворений 10 серпня 1961 року шляхом реорганізації Державного науково-технічного комітету Ради міністрів УРСР. Ліквідований законом УРСР від 23 жовтня 1965 року.

## Голова Державного комітету
- Щербань Олександр Назарович (28.09.1961 — 23.10.1965)